# Erica ferrea
Erica ferrea är en ljungväxtart som beskrevs av Berg. Erica ferrea ingår i släktet klockljungssläktet, och familjen ljungväxter. Inga underarter finns listade i Catalogue of Life.

## Bildgalleri

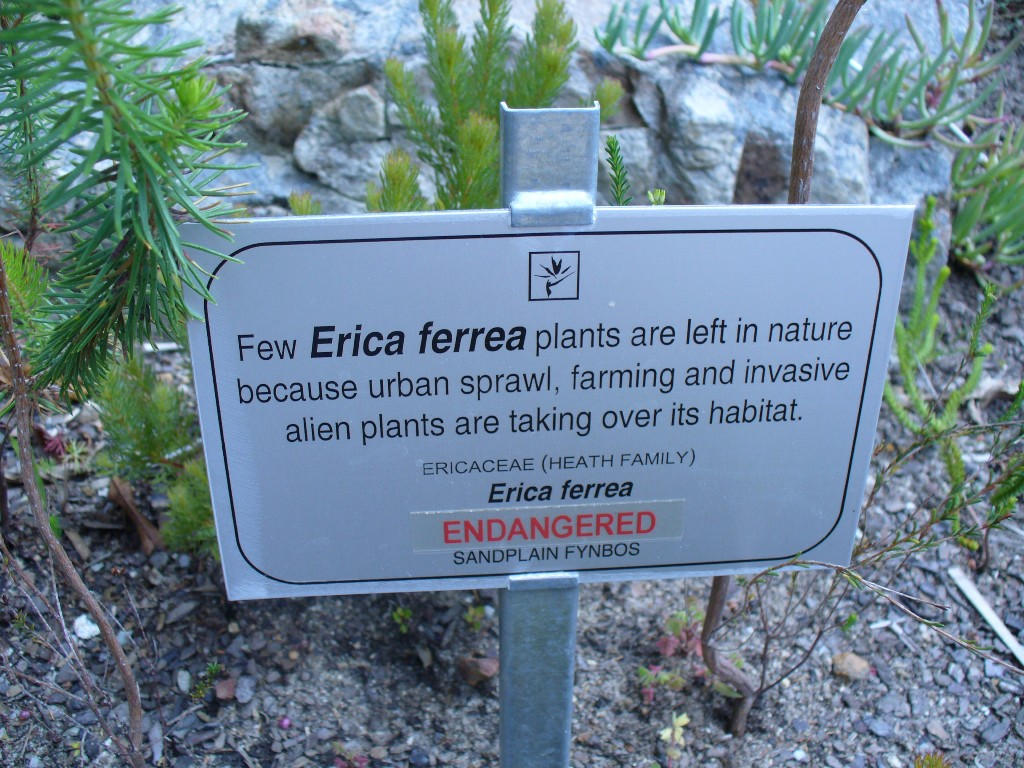